# Cal Mateuet
Cal Mateuet és una obra del municipi de Cervià de les Garrigues (Garrigues) inclosa en l'Inventari del Patrimoni Arquitectònic de Catalunya.

## Descripció
És un habitatge unifamiliar entre mitgeres de planta baixa, dos pisos i golfes. És una construcció força senzilla; la composició de la façana és molt ordenada, les obertures estan alineades creant un ritme compositiu: hi ha les obertures de finestres al primer pis, balcons al segon i òculs de ventilació a les golfes. En destaca la portada, un gran arc de mig punt de grans dovelles, a la llinda hi ha un escut en relleu on s'hi gravà la data de 1783. La façana ha estat modificada amb una obertura lateral. Avui està arrebossada imitant carreus. La coberta és de teula àrab.